# Denmark fights for freedom
Denmark fights for freedom er en dokumentarfilm fra 1944 instrueret af Theodor Christensen.

## Handling
Illegale optagelser af danske sabotageaktioner, som siden blev smuglet ud af Danmark til brug for de allieredes krigsførelse.